# عائشة محمد موسى
عائشة محمد موسى هي وزيرة الدفاع الإثيوبية التي أعلنها رئيس الوزراء الإثيوبي آبي أحمد علي ضمن تشكيلة حكومته في يوم 16 أكتوبر 2018، تعتبر أول وزيرة دفاع في تاريخ إثيوبيا، ولدت في إقليم عفار بشرقي إثيوبيا لأبوين مسلمين ودرست في كلية الهندسة وعملت في عدّة مشاريع هندسية أبرزها مشروع سد النهضة.

## المناصب السياسية
- تولت منصب وزيرة الثقافة والسياحة في العام 2015
- تولت منصب وزيرة البناء في إبريل 2018[3]